# محطة قطار لونغ إيتون
محطة قطار لونغ إيتون (بالإنجليزية: Long Eaton railway station)‏‏ هي محطة قطار في ديربيشاير في المملكة المتحدة، تُشغلها قطارات إيست ميدلاند. افتُتحت هذه المحطة في 1888، ويبلغ عدد مسارات أرصفتها 2.